# Helldivers 2
Helldivers 2 là trò chơi bắn súng phối hợp góc nhìn thứ ba được phát triển bởi Arrowhead Game Studios và phát hành bởi Sony Interactive Entertainment dành cho hệ máy PlayStation 5 và Windows. Trò chơi là phần tiếp nối trực tiếp của Helldivers (2015). Lấy bối cảnh thế kỷ 22, câu chuyện theo chân những chiến binh Helldivers, một lực lượng tinh nhuệ được cử đi đối phó với các mối đe dọa khác nhau nhằm bảo vệ nhân loại.
Helldivers 2 được phát hành vào ngày 8 tháng 2 năm 2024 và đã đạt được thành công lớn cả về mặt phê bình lẫn thương mại, với hơn 12 triệu bản được bán ra chỉ trong vòng ba tháng sau khi ra mắt. Trò chơi đã giành được nhiều giải thưởng và được coi là một trong những tựa game hay nhất của năm 2024.

## Lối chơi
Không giống như Helldivers là game bắn súng góc nhìn từ trên xuống, Helldivers 2 là game bắn súng góc nhìn thứ ba. Một tính năng cốt lõi trong lối chơi được kế thừa từ trò chơi đầu tiên là việc sử dụng 'chiến lược' - chẳng hạn như bom chùm, súng canh gác, máy tạo lá chắn và thùng tiếp tế chứa vũ khí đặc biệt có số lượng sử dụng hạn chế. Tính năng Friendly Fire trong trò chơi luôn được bật. Hệ thống áo giáp của trò chơi được lấy cảm hứng từ súng thật bắn vào các mục tiêu bọc thép.
Trong khi Helldivers có tính năng co-op chia sẻ màn hình còn Helldivers 2 thì không. Trò chơi cho phép nhiều người chơi phối hợp với tối đa bốn người chơi, nhưng không bao gồm chiến dịch chơi đơn riêng biệt. Trò chơi cũng cho phép khả năng chơi chéo đa nền tảng giữa PlayStation 5 và Windows. Trong những ngày đầu phát hành, lối chơi có sự quan sát của nhân viên tại studio đối với người chơi và tác động đến lối chơi của họ trong thời gian thực.
Trò chơi có một cơ chế battle pass không bao giờ hết hạn. Người chơi có thể kiếm được nhiều loại tiền tệ trong trò chơi khác nhau trong quá trình chơi; Cái gọi là "war-bond medals" (Huy chương trái phiếu chiến tranh)  và "requisition slips" (phiếu trưng dụng) được trao tặng khi người chơi hoàn thành các nhiệm vụ và mục tiêu trò chơi, trong khi "super credits" (siêu tín dụng) có thể kiếm được qua các nhiệm vụ hoặc được mua thông qua các giao dịch vi mô. Khi người chơi tích lũy điểm kinh nghiệm và thăng tiến về cấp độ, họ sẽ mở khóa các loại vũ khí và Chiến lược (Stratagems) khác nhau để sử dụng trong các nhiệm vụ. Người chơi có thể tham gia vào các nhiệm vụ Phòng thủ (Defense missions) để chống lại cuộc xâm lược của kẻ thù đang diễn ra hoặc nhiệm vụ Giải phóng (Liberation mission) để chiếm lại các hành tinh bị kẻ thù chiếm đóng. Bằng cách hoàn thành nhiệm vụ, người chơi cũng góp phần "giải phóng" một cụm các hành tinh, một tỷ lệ phần trăm được hiển thị trên Bản đồ Thiên hà (Galactic Map). Vị trí của nhiệm vụ cũng có thể làm ảnh hưởng đến lối chơi; ví dụ: một hành tinh có thể có các điều kiện môi trường như bão lửa hoặc động đất và chúng có thể gây sát thương hoặc làm mất khả năng của người chơi.

## Cốt truyện
Helldivers 2 lấy bối cảnh một thế kỷ sau chiến thắng của "Siêu Trái đất" trước Cyborgs, Terminids và The Illuminate trong các sự kiện của trò chơi đầu tiên và họ tự nhận là nền dân chủ có chỉ đạo. Người ta phát hiện ra rằng khi chết, Terminids tạo ra một nguồn tài nguyên độc đáo và có giá trị cao được gọi là E-710. Các trang trại được thành lập trên các thế giới do con người chiếm đóng để khai thác chúng. Nhưng thảm họa ập đến, hệ thống kiểm soát bị phá vỡ, giải phóng lũ bọ và gây ra sự hỗn loạn cuối cùng là hủy diệt. Cùng lúc đó, một mối đe dọa mới xuất hiện, Automatons, một đội quân của phe máy móc có mục tiêu hủy diệt loài người. Trò chơi bắt đầu với đoạn video tuyển mộ lực lượng Helldivers, những đội quân xung kích tinh nhuệ được thả từ quỹ đạo xuống để đòi lại các vùng đất thuộc địa. Cách kể chuyện qua môi trường phổ biến xuyên suốt trò chơi, người chơi có thể tìm thấy nhiều nhật ký, ghi chú và thông điệp tuyên truyền khác nhau rải rác trong quá trình chơi trò chơi.

## Phát triển và phát hành
Vào ngày 3 tháng 12 năm 2020, Arrowhead Game Studios hé lộ họ đã bắt đầu phát triển một dự án mới dành cho PlayStation 5. Trò chơi được xác nhận sẽ là game bắn súng góc nhìn thứ ba. Giống như trò chơi đầu tiên, Helldivers 2 chạy trên engine Autodesk Stingray (trước đây được gọi là Bitsquid), một  nền tảng đã ngừng hoạt động. Nhà sáng lập Arrowhead Game Studios, Johan Pilestedt, đã xác nhận trên mạng xã hội rằng "Dự án đã bắt đầu trước khi [Stingray] bị ngừng", đồng thời nói thêm, "Các kỹ sư tài năng của chúng tôi phải làm mọi thứ mà không có sự hỗ trợ nào để xây dựng trò chơi ngang bằng với các engine khác."
Vào ngày 13 tháng 9 năm 2021, cái tên Helldivers 2 được nhắc đến trong một vụ rò rỉ của GeForce Now. Một bài đăng trên TikTok của quản lý mạng xã hội của Arrowhead Game Studios đã khéo léo "nhá hàng" về trò chơi. Video cho thấy người quản lý bắt đầu ngày làm việc của họ, kéo sau đó sau đó là một loạt bài đăng từ người hâm mộ yêu cầu họ phát hành trò chơi. Vào ngày 18 tháng 8 năm 2022, một đoạn gameplay dài 12 giây đã bị rò rỉ trên Twitter nhưng sau đó đã bị gỡ xuống.
Vào ngày 24 tháng 5 năm 2023, thông tin về Helldivers 2 chính thức được công bố trong sự kiện PlayStation Showcase 2023, dự kiến phát hành vào khoảng năm 2023. Vào ngày 6 tháng 7 năm 2023, một đoạn trailer giới thiệu gameplay đã được phát hành. Vào ngày 30 tháng 7 năm 2023, trò chơi đã nhận được xếp hạng M bởi Ủy ban Đánh giá Phần mềm Giải trí do chứa yếu tố "máu me" và "bạo lực dữ dội". Vào ngày 14 tháng 9 năm 2023, chi tiết gameplay đã được trình chiếu trong sự kiện PlayStation State of Play và xác nhận rằng trò chơi sẽ phát hành vào ngày 8 tháng 2 năm 2024. Đợt đặt trước bắt đầu vào ngày 22 tháng 9 năm 2023. Vào ngày 8 tháng 2 năm 2024, trò chơi chính thức lên kệ trên PlayStation Store và Steam.

## Đón nhận
Helldivers 2 nhận được đánh giá "nhìn chung là tích cực" từ các nhà phê bình, theo trang web tổng hợp đánh giá Metacritic.  
Ngay khi phát hành, Helldivers 2 đã thu hút một lượng lớn người chơi, dẫn đến tình trạng quá tải máy chủ và lỗi đăng nhập diện rộng trong suốt hai tuần đầu tiên sau khi phát hành. Để giải quyết vấn đề, đến tuần thứ ba sau khi phát hành, nhà phát triển đã tăng giới hạn người chơi lên "con số khổng lồ 700.000 người chơi cùng lúc" theo Wesley Yin-Poole của IGN.
Aaron Bayne từ Push Square đánh giá trò chơi là "một trò chơi náo nhiệt, mang đến lối chơi bắn súng đỉnh cao" và "trải nghiệm hoành tráng và đôi khi mang tính chất điện ảnh, pha trộn với lối chơi hợp tác vui nhộn hay nhất hiện có." Tuy nhiên, ông chỉ trích trò chơi về các vấn đề máy chủ và lỗi crash mà người chơi gặp phải sau khi phát hành.
Helldivers 2 cũng được so sánh với bộ phim hành động khoa học viễn tưởng Starship Troopers năm 1997; cả hai đều là một bộ phim hài châm biếm kể về một chế độ quân phiệt chiến đấu chống lại một chủng tộc côn trùng lớn.

### Doanh số
Vào ngày 11 tháng 2 năm 2024, Giám đốc điều hành của Arrowhead Games, Johan Pilestedt, thông báo rằng Helldivers 2 đã bán được khoảng 1 triệu bản.
Helldivers 2 trở thành tựa game ra mắt thành công nhất của PlayStation Studios trên PC. Theo Arrowhead doanh số của trò chơi đã vượt xa dự đoán của họ. Sau thành công ban đầu, Arrowhead Studios đã công bố ý định mở rộng quy mô studio và nhóm của mình để đẩy nhanh quá trình sản xuất nội dung hậu kỳ. Pilestedt đã bày tỏ lại thành công liên tục của trò chơi rằng ông mong muốn Helldivers trở thành một thương hiệu mang tính biểu tượng sánh ngang với các IP khác của PlayStation như Uncharted, God of War và Horizon.
Ở Châu Âu, Vương quốc Anh và Canada, Helldivers 2 là trò chơi bán chạy nhất vào tháng 2 năm 2024.
Đến ngày 24 tháng 2 năm 2024, trò chơi đã bán được hơn 3 triệu bản và trở thành trò chơi được chơi nhiều nhất trên PlayStation Network, vượt qua cả Call of Duty: Warzone 2.0 và Fortnite. Đến ngày 15 tháng 3 năm 2024, Helldivers 2 tiếp tục lập kỉ lục với 8 triệu bản được bán ra và với lượng người chơi đồng thời 450.000 trên Steam.
Helldivers 2 tiếp tục giữ vững danh hiệu là trò chơi bán chạy nhất ở Anh trong tháng thứ hai liên tiếp và cũng đã thúc đẩy doanh số bán trò chơi điện tử tại nước này lên 26%.
Helldivers 2 là trò chơi điện tử bán chạy thứ ba tại Hoa Kỳ trong năm 2024. Trò chơi này cũng là một trong những tựa game bán chạy nhất và được chơi nhiều nhất trên nền tảng Steam trong năm 2024.

### Danh hiệu và Giải thưởng
| Năm  | Lễ trao giải                                             | Hạng mục                                                             | Kết quả        | Tham khảo     |
| ---- | -------------------------------------------------------- | -------------------------------------------------------------------- | -------------- | ------------- |
| 2024 | Giải Cần điều khiển Vàng                                 | Trò chơi của năm (Ultimate Game of the Year)                         | Đề cử          | [ 58 ] [ 59 ] |
| 2024 | Giải Cần điều khiển Vàng                                 | Trò chơi đa người chơi xuất sắc nhất                                 | Đoạt giải      | [ 58 ] [ 59 ] |
| 2024 | Giải Cần điều khiển Vàng                                 | Trò chơi Console của năm                                             | Đoạt giải      | [ 58 ] [ 59 ] |
| 2024 | Giải Cần điều khiển Vàng                                 | Trailer trò chơi hay nhất (trailer ra mắt)                           | Đoạt giải      | [ 58 ] [ 59 ] |
| 2024 | Giải Cần điều khiển Vàng                                 | Giải lựa chọn của giới phê bình                                      | Đoạt giải      | [ 58 ] [ 59 ] |
| 2024 | The Game Awards 2024                                     | Trò chơi đang phát triển xuất sắc nhất                               | Đoạt giải      | [ 60 ]        |
| 2024 | The Game Awards 2024                                     | Hỗ trợ cộng đồng xuất sắc nhất                                       | Đề cử          | [ 60 ]        |
| 2024 | The Game Awards 2024                                     | Trò chơi hành động xuất sắc nhất                                     | Đề cử          | [ 60 ]        |
| 2024 | The Game Awards 2024                                     | Trò chơi đa người chơi xuất sắc nhất                                 | Đoạt giải      | [ 60 ]        |
| 2024 | Giải PS Blog Game of the Year                            | Trải nghiệm đa người chơi xuất sắc nhất                              | Đoạt giải      | [ 61 ]        |
| 2024 | The Steam Awards                                         | Trò chơi của năm                                                     | Đề cử          | [ 62 ]        |
| 2024 | The Steam Awards                                         | Tốt hơn khi chơi cùng bạn bè                                         | Đoạt giải      | [ 62 ]        |
| 2024 | The Steam Awards                                         | Lối chơi sáng tạo nhất                                               | Đề cử          | [ 62 ]        |
| 2025 | Giải D.I.C.E. lần thứ 28                                 | Trò chơi của năm                                                     | Chưa công bố   | [ 63 ]        |
| 2025 | Giải D.I.C.E. lần thứ 28                                 | Trò chơi hành động của năm                                           | Chưa công bố   | [ 63 ]        |
| 2025 | Giải D.I.C.E. lần thứ 28                                 | Trò chơi trực tuyến của năm                                          | Chưa công bố   | [ 63 ]        |
| 2025 | Giải D.I.C.E. lần thứ 28                                 | Thành tựu nổi bật trong thiết kế trò chơi                            | Chưa công bố   | [ 63 ]        |
| 2025 | Giải D.I.C.E. lần thứ 28                                 | Thành tựu nổi bật trong thiết kế âm thanh                            | Chưa công bố   | [ 63 ]        |
| 2025 | Giải D.I.C.E. lần thứ 28                                 | Thành tựu nổi bật trong sáng tác nhạc gốc                            | Chưa công bố   | [ 63 ]        |
| 2025 | Giải thưởng Hiệp hội Âm thanh Trò chơi Điện tử (G.A.N.G) | Hỗn hợp âm thanh xuất sắc nhất                                       | Chưa công bố   | [ 64 ]        |
| 2025 | Giải thưởng Hiệp hội Âm thanh Trò chơi Điện tử (G.A.N.G) | Hiệu ứng Foley xuất sắc nhất                                         | Chưa công bố   | [ 64 ]        |
| 2025 | Giải thưởng Hiệp hội Âm thanh Trò chơi Điện tử (G.A.N.G) | Âm thanh trailer trò chơi xuất sắc nhất                              | Chưa công bố   | [ 64 ]        |
| 2025 | Giải thưởng Hiệp hội Âm thanh Trò chơi Điện tử (G.A.N.G) | Chủ đề chính xuất sắc nhất                                           | Chưa công bố   | [ 64 ]        |
| 2025 | Giải thưởng Hiệp hội Âm thanh Trò chơi Điện tử (G.A.N.G) | Bài hát gốc xuất sắc nhất ("Quốc ca Super Earth của Helldivers 2")   | Chưa công bố   | [ 64 ]        |
| 2025 | Giải thưởng Hiệp hội Âm thanh Trò chơi Điện tử (G.A.N.G) | Album nhạc phim gốc xuất sắc nhất                                    | Chưa công bố   | [ 64 ]        |
| 2025 | Giải thưởng Hiệp hội Âm thanh Trò chơi Điện tử (G.A.N.G) | Thiết kế âm thanh giao diện, phần thưởng hoặc mục tiêu xuất sắc nhất | Chưa công bố   | [ 64 ]        |
| 2025 | Giải thưởng Hiệp hội Âm thanh Trò chơi Điện tử (G.A.N.G) | Thành tựu sáng tạo và kỹ thuật trong âm nhạc                         | Chưa công bố   | [ 64 ]        |
| 2025 | Giải thưởng Hiệp hội Âm thanh Trò chơi Điện tử (G.A.N.G) | Lời thoại của năm                                                    | Chưa công bố   | [ 64 ]        |
| 2025 | Giải thưởng Hiệp hội Âm thanh Trò chơi Điện tử (G.A.N.G) | Thành tựu sáng tạo và kỹ thuật trong thiết kế âm thanh               | Chưa công bố   | [ 64 ]        |
| 2025 | Giải thưởng Hiệp hội Âm thanh Trò chơi Điện tử (G.A.N.G) | Nhạc của năm                                                         | Chưa công bố   | [ 64 ]        |
| 2025 | Giải thưởng Hiệp hội Âm thanh Trò chơi Điện tử (G.A.N.G) | Thiết kế âm thanh của năm                                            | Chưa công bố   | [ 64 ]        |
| 2025 | Giải thưởng Lựa chọn Nhà phát triển Trò chơi lần thứ 25  | Trò chơi của năm                                                     | Chưa công bố   | [ 65 ]        |
| 2025 | Giải thưởng Lựa chọn Nhà phát triển Trò chơi lần thứ 25  | Công nghệ xuất sắc nhất                                              | Chưa công bố   | [ 65 ]        |
| 2025 | Giải thưởng Lựa chọn Nhà phát triển Trò chơi lần thứ 25  | Thiết kế xuất sắc nhất                                               | Đề cập danh dự | [ 65 ]        |
| 2025 | Giải thưởng Lựa chọn Nhà phát triển Trò chơi lần thứ 25  | Giải thưởng Đổi mới                                                  | Đề cập danh dự | [ 65 ]        |

### Tranh cãi về tài khoản PlayStation Network
Khi mới phát hành, Helldivers 2 không yêu cầu người chơi PC đăng nhập vào tài khoản PlayStation Network (PSN). Điều này cho phép người chơi bỏ qua các bước liên kết tài khoản mặc dù khi khởi động trò chơi sẽ hiện ra thông báo cho biết yêu cầu tài khoản PSN. Vào ngày 3 tháng 5 năm 2024, Sony Interactive Entertainment thông báo rằng phiên bản PC của Helldivers 2 trên Steam sẽ bắt buộc người dùng đăng nhập bằng tài khoản PSN. Quy định này có hiệu lực đối với người mới chơi vào ngày 6 tháng 5 và bắt buộc đối với những người chơi hiện tại trước ngày 4 tháng 6. SIE tuyên bố rằng việc đăng nhập PSN là cần thiết để "[duy trì] các giá trị về an toàn và bảo mật được cung cấp trên các trò chơi PlayStation và PlayStation Studios". Họ cũng giải thích rằng yêu cầu này không được triển khai ngay từ đầu do các vấn đề kỹ thuật. Thông báo trên đã vấp phải sự chỉ trích. Ngoài ra, nhiều người chơi còn phát hiện ra sự mâu thuẫn với một tài liệu chính thức của Sony trước đây khẳng định rằng tài khoản PSN là không bắt buộc cho các trò chơi trên PC. Tuy nhiên, sau khi thông báo bắt buộc đăng nhập vào PSN, sau khi nhiều người chơi được Pilestedt hướng dẫn liên hệ với bộ phận hỗ trợ của Sony, tuyên bố này đã được thay đổi thành một cụm từ mơ hồ là "một số" trò chơi. Vào ngày 4 tháng 5, mục trò chơi trên Steam đã được cập nhật để ngừng bán hàng tới 177 quốc gia (bao gồm cả Việt Nam) không có PSN.

Pilestedt, đại diện của nhà phát hành, xin lỗi về sự thay đổi đột ngột nói trên X rằng "Tôi hy vọng chúng tôi sẽ bù đắp và lấy lại niềm tin bằng cách tiếp tục cung cấp trải nghiệm trò chơi tuyệt vời". Các lập trình viên thuộc Arrowhead Game Studios tuyên bố rằng họ đứng về phía người chơi và kêu cộng đồng game thủ đánh giá tiêu cực tựa game trên Steam, dẫn đến việc người chơi đã "dội bom đánh giá tiêu cực" lên Helldivers 2. Tính đến ngày 4 tháng 5, gần 53% tổng số bài đánh giá được đăng trên Steam là tiêu cực, với hơn 84.000 đánh giá tiêu cực trên Steam. Trước làn sóng phẫn nộ của cộng đồng game thủ, Sony đã phải đưa ra quyết định vào ngày 5 tháng 5. Họ tuyên bố tạm thời dừng yêu cầu liên kết tài khoản PSN. Sự kiện này cho thấy sức mạnh của cộng đồng game thủ. Phản ứng dữ dội của họ đã buộc Sony phải thay đổi chính sách, cho thấy tầm quan trọng của việc lắng nghe người chơi.

### Kế hoạch 60 ngày
Tính đến tháng 7 năm 2024, số lượng người chơi trên PC đã giảm đáng kể, với báo cáo cho thấy mất tới 90% người chơi trên Steam. Sự sụt giảm này được cho là do tranh cãi liên quan đến tài khoản PSN, sự thất vọng của người chơi về những thay đổi cân bằng vũ khí, kẻ thù ngày càng mạnh hơn, cũng như các lỗi và vấn đề hiệu suất. Để đối phó với tình hình, Arrowhead đã công bố một kế hoạch 60 ngày nhằm giải quyết các vấn đề này. Vào tháng 9 và tháng 10 năm 2024, hai bản vá lớn đã được phát hành trong khuôn khổ kế hoạch 60 ngày, với mục tiêu đánh giá lại việc cân bằng vũ khí và kẻ thù, cũng như khắc phục các vấn đề hiệu suất và lỗi. Những thay đổi này đã nhận được phản hồi tích cực từ cộng đồng người chơi, và các đánh giá bắt đầu trở nên tích cực hơn.

## Chuyển thể phim
Vào tháng 1 năm 2025, Sony Pictures thông báo rằng họ đang thực hiện một bộ phim dựa trên trò chơi.